# Tanja Hüberli
Tanja Hüberli (ur. 27 sierpnia 1992 w Thalwil) – szwajcarska siatkarka plażowa, mistrzyni Europy z 2021 roku oraz wicemistrzyni Europy z 2018 roku wraz z Niną Betschart. Razem walczyły na Mistrzostwach Świata w 2019 roku, jednak w meczu o trzecie miejsce przegrały z Australijską parą Taliqua Clancy - Mariafe Artacho del Solar.